# يوكليداس
يوكليداس (باليونانية: Εὐκλείδας) هو ملك لأسبرطة من سلالة أجيداي حكم مكان أرخيداموس الخامس بعد خلعه من قبل كليومينس الثالث.

## وصلات خارجية
- بوسانياس، وصف اليونان (باللغة الإنجليزية)